# Saima Laurila-Newland
Saima Laurila-Newland, född 30 juni 1899 i Valkeala, Viborgs län, död 17 november 1991 i Norwalk, var en amerikafinländsk sopransångerska och skådespelare.
Laurila-Newland var dotter till Johan Laurila och Marja Manner. Efter folkskolan studerade hon två år vid Värtsilä finska realsamskola, där musik och drama var favoritämnena. Studierna avbröts då familjen emigrerade till USA. 1914 flyttade hon till New York, där hon utbildade sig till sömmerska och studerade vid sidan av yrket sång och drama. Sedermera anställdes hon vid den finländska mötesplatsen på Fifth Avenue Hall, där hon blev en av dess ledande kvinnliga skådespelare. Sina främsta framgångar nådde hon i musikpjäser och operetter, och blev särskilt ihågkommen för insatserna i Glada änkan, Bajadären och Zigenarbaronen. På 1930-talet gjorde hon en turné till Finland, där hon stannade i två år. Under vistelsen deltog hon i Viborgs arbetarteaters sommarturné och var under ett och ett halvt år verksam vid Imatra arbetarteater. Hon gav flera konserter i Finland och USA, och uppträdde i både amerikanska och finländska radioprogram.
Åren 1927–1928 gjorde hon fyra skivinspelningar för bolaget Columbia i New York. Hon gifte sig 1925 i New York med William Newland från Fitchburg. Dottern Isabel, senare gift Royal, blev dansös och uppträdde som liten med modern på Fifth Avenue Hall.

## Skivinspelningar

### 6 oktober 1927
- Iloinen leski
- Tuomien valkoiset tertut

### 22 november 1928
- Oi bajadeeri
- Oikeaan ja vasempaan